# Canton des Coteaux de Dordogne
Le canton des Coteaux de Dordogne est une circonscription électorale française du département de la Gironde.

## Histoire
Un nouveau découpage territorial du département de la Gironde entre en vigueur à l'occasion des premières élections départementales suivant le décret du 20 février 2014. Les conseillers départementaux sont, à compter de ces élections, élus au scrutin majoritaire binominal mixte. Les électeurs de chaque canton élisent au Conseil départemental, nouvelle appellation du Conseil général, deux membres de sexe différent, qui se présentent en binôme de candidats. Les conseillers départementaux sont élus pour 6 ans au scrutin binominal majoritaire à deux tours, l'accès au second tour nécessitant 12,5 % des inscrits au 1er tour. En outre la totalité des conseillers départementaux est renouvelée. Ce nouveau mode de scrutin nécessite un redécoupage des cantons dont le nombre est divisé par deux avec arrondi à l'unité impaire supérieure si ce nombre n'est pas entier impair, assorti de conditions de seuils minimaux. Dans la Gironde, le nombre de cantons passe ainsi de 63 à 33.
Le canton des Coteaux de Dordogne est formé de communes des anciens cantons de Branne (les 19 communes), de Castillon-la-Bataille (les 14 communes), de Pujols (les 16 communes) et de Libourne (les 2 communes de Génissac et Moulon). Il est entièrement inclus dans l'arrondissement de Libourne. Le bureau centralisateur est situé à Castillon-la-Bataille. 

## Géographie
Le canton est situé au centre-est du département de la Gironde. Il est limitrophe, à l'est, du département de la Dordogne, à l'est et au sud-est avec le canton du Réolais et des Bastides, au sud-ouest avec le canton de l'Entre-deux-Mers, à l'ouest avec le canton de Créon, au nord-ouest avec le canton de la Presqu'île et avec le canton du Libournais-Fronsadais et au nord-est avec le canton du Nord-Libournais. 
Il est traversé d'est en ouest par la rivière de la Dordogne. Les communes de la communauté de communes du Grand Saint-Émilionnais et celles de Castillon-la-Bataille, Saint-Magne-de-Castillon, Sainte-Colombe et Les Salles-de-Castillon (communauté de communes Castillon-Pujols) sont situées sur la rive droite. Les autres communes de cette structure intercommunale, celles de la communauté de communes du Brannais et les communes de Baron (communauté de communes du Créonnais), de Saint-Germain-du-Puch (communauté de communes du Sud-Libournais), de Génissac et de Moulon (communauté d'agglomération du Libournais) se trouvent sur la rive gauche, dans la région naturelle de l'Entre-deux-Mers.

## Représentation
| Période élective | Période élective | Mandat | Mandat   | Identité         | Nuance | Nuance | Qualité                                                                                 |
| ---------------- | ---------------- | ------ | -------- | ---------------- | ------ | ------ | --------------------------------------------------------------------------------------- |
| 2015             | 2021             | 2015   | 2021     | Jacques Breillat |        | LR     | Maitre de conférences à l'Université de Bordeaux Maire de Castillon-la-Bataille (2014-) |
| 2015             | 2021             | 2015   | 2021     | Liliane Poivert  |        | DVD    | Maire de Saint-Pey-de-Castets (2008-) Ancienne conseillère générale du Canton de Pujols |
| 2021             | 2028             | 2021   | en cours | Jacques Breillat |        | LR     | Conseiller sortant                                                                      |
| 2021             | 2028             | 2021   | en cours | Liliane Poivert  |        | LR     | Conseillère sortante                                                                    |

### Résultats détaillés

#### Élections de mars 2015
À l'issue du 1er tour des élections départementales de 2015, trois binômes sont en ballottage : Jacques Breillat et Liliane Poivert (Union de la Droite, 33,59 %), Guy Marty et Marie Emilie Sallette (PS, 29,83 %) et Audrey Franzato et Michaël Lasjunies (FN, 29,59 %). Le taux de participation est de 54,95 % (14 682 votants sur 26 718 inscrits) contre 50,54 % au niveau départemental et 50,17 % au niveau national.
Au second tour, Jacques Breillat et Liliane Poivert (Union de la Droite) sont élus avec 37,97 % des suffrages exprimés et un taux de participation de 58,51 % (5 725 voix pour 15 635 votants et 26 723 inscrits).

#### Élections de juin 2021
Le premier tour des élections départementales de 2021 est marqué par un très faible taux de participation (33,26 % au niveau national). Dans le canton des Coteaux de Dordogne, ce taux de participation est de 36,35 % (9 836 votants sur 27 062 inscrits) contre 33,41 % au niveau départemental. À l'issue de ce premier tour, deux binômes sont en ballottage : Jacques Breillat et Liliane Poivert (LR, 42,1 %) et Marie-Christine Faure et Robert Pocino (Union à gauche, 31,51 %).
Le second tour des élections est marqué une nouvelle fois par une abstention massive équivalente au premier tour. Les taux de participation sont de 34,36 % au niveau national, 33,6 % dans le département et 37,4 % dans le canton des Coteaux de Dordogne. Jacques Breillat et Liliane Poivert (LR) sont élus avec 58,55 % des suffrages exprimés (5 384 voix pour 10 131 votants et 27 085 inscrits),,.

## Composition
Le canton des Coteaux de Dordogne comprend cinquante-et-une communes entières.
| Nom                                           | Code Insee | Intercommunalité              | Superficie (km2) | Population (dernière pop. légale) | Densité (hab./km2) | Modifier                                    |
| --------------------------------------------- | ---------- | ----------------------------- | ---------------- | --------------------------------- | ------------------ | ------------------------------------------- |
| Castillon-la-Bataille (bureau centralisateur) | 33108      | CC Castillon-Pujols           | 5,68             | 3 320 (2022)                      | 585                | modifier les données · modifier les données |
| Baron                                         | 33028      | CC du Créonnais               | 10,34            | 1 204 (2022)                      | 116                | modifier les données · modifier les données |
| Belvès-de-Castillon                           | 33045      | CC du Grand Saint-Émilionnais | 6,61             | 330 (2022)                        | 50                 | modifier les données · modifier les données |
| Bossugan                                      | 33064      | CC Castillon-Pujols           | 2,42             | 45 (2022)                         | 19                 | modifier les données · modifier les données |
| Branne                                        | 33071      | CC Castillon-Pujols           | 2,41             | 1 302 (2022)                      | 540                | modifier les données · modifier les données |
| Cabara                                        | 33078      | CC Castillon-Pujols           | 3,42             | 512 (2022)                        | 150                | modifier les données · modifier les données |
| Camiac-et-Saint-Denis                         | 33086      | CC du Créonnais               | 6,60             | 351 (2022)                        | 53                 | modifier les données · modifier les données |
| Civrac-sur-Dordogne                           | 33127      | CC Castillon-Pujols           | 1,94             | 211 (2022)                        | 109                | modifier les données · modifier les données |
| Coubeyrac                                     | 33133      | CC Castillon-Pujols           | 5,61             | 70 (2022)                         | 12                 | modifier les données · modifier les données |
| Daignac                                       | 33147      | CA du Libournais              | 5,73             | 470 (2022)                        | 82                 | modifier les données · modifier les données |
| Dardenac                                      | 33148      | CA du Libournais              | 1,50             | 92 (2022)                         | 61                 | modifier les données · modifier les données |
| Doulezon                                      | 33153      | CC Castillon-Pujols           | 7,36             | 278 (2022)                        | 38                 | modifier les données · modifier les données |
| Espiet                                        | 33157      | CA du Libournais              | 6,79             | 748 (2022)                        | 110                | modifier les données · modifier les données |
| Flaujagues                                    | 33168      | CC Castillon-Pujols           | 7,80             | 598 (2022)                        | 77                 | modifier les données · modifier les données |
| Gardegan-et-Tourtirac                         | 33181      | CC du Grand Saint-Émilionnais | 9,58             | 277 (2022)                        | 29                 | modifier les données · modifier les données |
| Génissac                                      | 33185      | CA du Libournais              | 13,04            | 2 026 (2022)                      | 155                | modifier les données · modifier les données |
| Gensac                                        | 33186      | CC Castillon-Pujols           | 9,38             | 679 (2022)                        | 72                 | modifier les données · modifier les données |
| Grézillac                                     | 33194      | CC Castillon-Pujols           | 7,79             | 688 (2022)                        | 88                 | modifier les données · modifier les données |
| Guillac                                       | 33196      | CC Castillon-Pujols           | 3,06             | 173 (2022)                        | 57                 | modifier les données · modifier les données |
| Jugazan                                       | 33209      | CC Castillon-Pujols           | 5,53             | 273 (2022)                        | 49                 | modifier les données · modifier les données |
| Juillac                                       | 33210      | CC Castillon-Pujols           | 5,86             | 218 (2022)                        | 37                 | modifier les données · modifier les données |
| Lugaignac                                     | 33257      | CC Castillon-Pujols           | 3,66             | 433 (2022)                        | 118                | modifier les données · modifier les données |
| Mouliets-et-Villemartin                       | 33296      | CC Castillon-Pujols           | 15,91            | 1 022 (2022)                      | 64                 | modifier les données · modifier les données |
| Moulon                                        | 33298      | CA du Libournais              | 13,25            | 1 056 (2022)                      | 80                 | modifier les données · modifier les données |
| Naujan-et-Postiac                             | 33301      | CC Castillon-Pujols           | 11,10            | 612 (2022)                        | 55                 | modifier les données · modifier les données |
| Nérigean                                      | 33303      | CA du Libournais              | 9,98             | 838 (2022)                        | 84                 | modifier les données · modifier les données |
| Pessac-sur-Dordogne                           | 33319      | CC Castillon-Pujols           | 7,78             | 446 (2022)                        | 57                 | modifier les données · modifier les données |
| Pujols                                        | 33344      | CC Castillon-Pujols           | 7,40             | 522 (2022)                        | 71                 | modifier les données · modifier les données |
| Rauzan                                        | 33350      | CC Castillon-Pujols           | 6,50             | 1 253 (2022)                      | 193                | modifier les données · modifier les données |
| Saint-Aubin-de-Branne                         | 33375      | CC Castillon-Pujols           | 5,52             | 380 (2022)                        | 69                 | modifier les données · modifier les données |
| Saint-Émilion                                 | 33394      | CC du Grand Saint-Émilionnais | 27,02            | 1 689 (2022)                      | 63                 | modifier les données · modifier les données |
| Saint-Étienne-de-Lisse                        | 33396      | CC du Grand Saint-Émilionnais | 7,09             | 181 (2022)                        | 26                 | modifier les données · modifier les données |
| Saint-Genès-de-Castillon                      | 33406      | CC du Grand Saint-Émilionnais | 6,80             | 367 (2022)                        | 54                 | modifier les données · modifier les données |
| Saint-Germain-du-Puch                         | 33413      | CA du Libournais              | 11,76            | 2 290 (2022)                      | 195                | modifier les données · modifier les données |
| Saint-Hippolyte                               | 33420      | CC du Grand Saint-Émilionnais | 4,45             | 124 (2022)                        | 28                 | modifier les données · modifier les données |
| Saint-Jean-de-Blaignac                        | 33421      | CC Castillon-Pujols           | 5,58             | 450 (2022)                        | 81                 | modifier les données · modifier les données |
| Saint-Laurent-des-Combes                      | 33426      | CC du Grand Saint-Émilionnais | 3,86             | 229 (2022)                        | 59                 | modifier les données · modifier les données |
| Saint-Magne-de-Castillon                      | 33437      | CC Castillon-Pujols           | 13,87            | 2 149 (2022)                      | 155                | modifier les données · modifier les données |
| Saint-Pey-d'Armens                            | 33459      | CC du Grand Saint-Émilionnais | 4,20             | 185 (2022)                        | 44                 | modifier les données · modifier les données |
| Saint-Pey-de-Castets                          | 33460      | CC Castillon-Pujols           | 11,07            | 595 (2022)                        | 54                 | modifier les données · modifier les données |
| Saint-Philippe-d'Aiguille                     | 33461      | CC du Grand Saint-Émilionnais | 5,87             | 383 (2022)                        | 65                 | modifier les données · modifier les données |
| Saint-Quentin-de-Baron                        | 33466      | CA du Libournais              | 8,69             | 2 704 (2022)                      | 311                | modifier les données · modifier les données |
| Saint-Sulpice-de-Faleyrens                    | 33480      | CC du Grand Saint-Émilionnais | 18,17            | 1 331 (2022)                      | 73                 | modifier les données · modifier les données |
| Saint-Vincent-de-Pertignas                    | 33488      | CC Castillon-Pujols           | 7,61             | 334 (2022)                        | 44                 | modifier les données · modifier les données |
| Sainte-Colombe                                | 33390      | CC Castillon-Pujols           | 4,06             | 424 (2022)                        | 104                | modifier les données · modifier les données |
| Sainte-Florence                               | 33401      | CC Castillon-Pujols           | 3,21             | 146 (2022)                        | 45                 | modifier les données · modifier les données |
| Sainte-Radegonde                              | 33468      | CC Castillon-Pujols           | 12,48            | 427 (2022)                        | 34                 | modifier les données · modifier les données |
| Sainte-Terre                                  | 33485      | CC du Grand Saint-Émilionnais | 13,93            | 1 890 (2022)                      | 136                | modifier les données · modifier les données |
| Les Salles-de-Castillon                       | 33499      | CC Castillon-Pujols           | 10,81            | 321 (2022)                        | 30                 | modifier les données · modifier les données |
| Tizac-de-Curton                               | 33531      | CA du Libournais              | 3,97             | 376 (2022)                        | 95                 | modifier les données · modifier les données |
| Vignonet                                      | 33546      | CC du Grand Saint-Émilionnais | 4,15             | 483 (2022)                        | 116                | modifier les données · modifier les données |
| Canton des Coteaux de Dordogne                | 3310       |                               | 398,20           | 37 505 (2022)                     | 94                 | modifier les données                        |

## Démographie
En 2022, le canton comptait 37 505 habitants, en évolution de +0,71 % par rapport à 2016 (Gironde : +6,91 %, France hors Mayotte : +2,11 %).
| 2013   | 2018   | 2022   |
| ------ | ------ | ------ |
| 36 902 | 37 255 | 37 505 |